# Myrmecaelurus laetior
Myrmecaelurus laetior är en insektsart som beskrevs av Navás 1932. Myrmecaelurus laetior ingår i släktet Myrmecaelurus och familjen myrlejonsländor. Inga underarter finns listade i Catalogue of Life.